# Терек
Те́рек (на грузински: თერგი – Терги; на руски: Терек; на кабардино-черкезки: Тэрч; на карачаево-балкарски: Терк суу; на чеченски: Терка; на осетински: Терк) е река в Северен Кавказ, Грузия и Русия (Северна Осетия, Кабардино-Балкария, Ставрополски край, Чечения и Дагестан). Влива се чрез делта в Каспийско море. На карачаево-балкарски език „терк су“ означава „бърза вода“. В древни грузински източници („Житие на Картлия“ от Леонти Мровели) тази река се нарича „Ломеки“, което в превод от чеченски и ингушки език означава „планинска вода“.

## Географска характеристика

### Извор, течение, устие
Река Терек води началото си от южния склон на Главния Кавказки хребет в Трусовското ждрело, от североизточната част на ледник, спускащ се от връх Зилгахох, на 2713 m н.в. Първите 30 km тече на югоизток между Главния и Страничния хребет на Кавказ, а след това при село Алмасиани завива на север. Проломява Страничния хребет на Кавказ чрез Дарялското ждрело, навлиза на територията на Русия, а след това пресича Скалистия хребет и Черните планини на Кавказ и при град Владикавказ навлиза в равнината. Тук реката завива на северозапад, след това на север и накрая на изток и в този участък получава отляво пълноводните си притоци Ардон, Урух и Малка. След устието на река Малка тече в пясъчно-глинесто корито с многочислени острови, ръкави и плитчини. След устието на река Сунжа се разделя на няколко ръкава и протока и се влива в Аграханския залив на Каспийско море, като образува голяма делта с площ от 4 хил. до 6 хил. km2. Местоположението на основния ръкав от делтата ѝ многократно се е променяло през вековете (виж приложените картосхеми). От 1941 г. голяма част от оттока на реката преминава по изкуствено прокопания Каргалински ръкав. Бившите ръкави на делтата ѝ (Сулу-Чубутла, Стар Терек, Сресен, Таловка, Куру Терек, Кардонка и др.) са превърната в напоителни канали. През 1957 г. в началото на Каргалинския ръкав е изграден Каргалинския хидровъзел, с помощта на който се подава вода в старите ръкави от делтата на терек.

### Водосборен басейн, притоци

#### Водосборен басейн
Площта на водосборния басейн на Терек е 43 200 km2 и се простира на територията на Грузия и Русия (Северна Осетия, Кабардино-Балкария, Карачаево-Черкесия, Ставрополски край, Чечения и Дагестан. На север водосборният басейн на реката граничи с водосборния басейн на река Кума, вливаща се в Каспийско море, на юг – с водосборните басейни на реките Риони (влива се в Черно море) и Кура (влива се в Каспийско море) и на югоизток – с водосборния басейн на река Сулак, вливаща се в Каспийско море.

#### Притоци
Река Терек получава множество притоци, от които 4 са с дължина над 100 km:
- 487 km → Ардон 102 km, 2700 km2, влива се северно от град Ардон, Северна Осетия;
- 453 km → Урух 104 km, 1280 km2, влива се при станица Александровская, Кабардино-Балкария;
- 409 km → Малка 210 km, 10 000 km2 водосборен басейн, влива се югоизточно от стоншцо Екатериноградская, Кабардино-Балкария;
- 177 km ← Сунжа 278 km, 12 000 km2, влива се северно от град Гудермес, Чечения.

### Хидроложки показатели
Подхранването на реката е смесено, като около 70% от оттока на реката е през пролетно-летния сезон. Максимален отток юли-август, минимален – февруари. Среден годишен отток – на 530 km от устието (при град Владикавказ) 34 m3/s, на 16 km от устието 305 m3/s. Общият пренос на вода в делтата се равнява на средно на 11 km3 годишно, от които 4 km3 се разходват за напояване, изпарение и в изоставените старици и канали, а останалите около 6 km3 достигат до морето. Мътността на реката е много висока 400 – 500 g/m3 (2 пъти повече от тази на Волга). Годишно реката внася в Каспийско море от 9 до 26 млн.т наноси. Ледовият режим е неустойчив, като се проявява само в отделни студени зими.

## Селища
По течението на реката са разположени множество населени места:
- Грузия – град Степанцминда;
- Северна Осетия – град Владикавказ, посьолок Заводски, град Беслан, село Елхотово (районен център), град Моздок;
- Кабардино-Балкария – градовете Терек и Майски;
- Чечения – село Знаменское (районен център), станица Наурская (районен център) и станица Шелковская (районен център);
- Дагестан – град Кизляр.

## Стопанско значение
Водите на Терек имат голямо стопанско значение. С тях се напояват няколко хиляди хектара засушливи земи, разположени в Терско-Кумската и Терско-Сулакската низини. За тази цел са изградени два хидровъзела – Павлодолски (от него започва Терско-Кумския напоителен канал) и Каргалинския, от който започват три канала – Делтови, Новотеречни и Сулу-Чубутла. В горното течение на реката, в Северна Осетия е изградена Терската водноелектрическа каскада, която включва 3 големи водноелектрически централи – Езминската, Дзауджикауската и Павлодолската, както и по-малки централи.